# Mézeray (Sarthe)
Mézeray é uma comuna francesa na região administrativa do País do Loire, no departamento de Sarthe. Estende-se por uma área de 32.95 km². Em 2010 a comuna tinha 1 925 habitantes (densidade: 58,4 hab./km²).